# Aphodius corallifer
Aphodius corallifer är en skalbaggsart som beskrevs av Koshantschikov 1913. Aphodius corallifer ingår i släktet Aphodius och familjen Aphodiidae. Inga underarter finns listade i Catalogue of Life.